# Stanisław Stadnicki (zm. po 1657)
Stanisław Stadnicki herbu Szreniawa bez Krzyża ze Żmigrodu, zwany Diablątkiem (ur. ok. 1607, zm. po 1657) – syn Stanisława Stadnickiego zwanego Diabłem, starosty zygwulskiego, brat Władysława i Zygmunta.

## Życiorys
Ojciec Stanisława, Stanisław zwany Diabłem, zmarł 14 sierpnia 1610. Matka Anna z Ziemięckich po śmierci pierwszego męża wyszła ponownie za mąż za lisowczyka Ludwika Poniatowskiego. Jeszcze przed osiągnięciem pełnoletniości Stanisław towarzyszył starszemu bratu Władysławowi w łupieżczych wyprawach na wrogów zmarłego ojca, kasztelana sandomierskiego Mikołaja Spytka Ligęzę i szlachcica Konstantego Korniakta z Białobok. Bracia Stadniccy nazywani byli przez współczesnych Diablętami. Sam Stanisław miał słynąć z wyjątkowego okrucieństwa. Według relacji Andrzeja Zbylitowskiego, miał jednego dnia zabić w należącym do rodu Stadnickich zamku w Rudawce dwadzieścia pięć osób. W 1622 bracia Stadniccy zawarli ugodę z Konstantym Korniaktem, na mocy której odstąpili mu dobra żurawickie oraz wynagrodzili jego siostrze Annie z Korniaktów Tarnowskiej klejnoty, z których niegdyś okradł ją Stanisław Diabeł Stadnicki. 
10 grudnia 1624 Stanisław i Władysław Stadniccy zjawili się z wojskiem na sejmiku w Wiszni, który miał obradować na temat ich rehabilitacji, aby siłą wymusić swoje żądania. Ostatecznie sejmik zakończył obrady, a w odwecie starosta przemyski Marcin Krasicki zorganizował przeciw braciom wyprawę zbrojną. Wyprawa zakończyła się klęską braci Stadnickich. 21 grudnia 1624 brat Stanisława został zamordowany, Stanisław zaś zdołał się schronić u wojewody ruskiego Stanisława Lubomirskiego. 13 sierpnia 1625 wytoczył Marcinowi Krasickiemu proces o „gwałt, rabunek i morderstwo”. W 1626 sprzedał połowę, a dwa lata później całość dóbr w Łańcucie wojewodzie ruskiemu Stanisławowi Lubomirskiemu, aby spłacić grzywny za szkody poczynione przez jego ojca i starszych braci. Po sprzedaniu rodzinnego majątku najprawdopodobniej opuścił ziemię przemyską i osiadł w województwie krakowskim. Żył jeszcze w czasie potopu szwedzkiego.

## Małżeństwa i potomstwo
Stanisław Stadnicki był trzykrotnie żonaty. Jego pierwsze dwie żony Anna Mstowska herbu Szreniawa i Jadwiga Wilkoszewska herbu Jelita prawdopodobnie zmarły w tragicznych okolicznościach. W wierszu Na Stadnickiego Dyabełka, napisanym z okazji trzeciego ślubu Stanisława, Wacław Potocki pisał:

Z trzecią się żeni dziewką, ksiądz go wodą kropił,
Bo już jedną zadusił, a drugą utopił.

Jedyny syn Stanisława, Jan Stadnicki, w czasie potopu szwedzkiego w 1657 napadł na Biecz, aby zdobyć miasto dla szwedzkiego króla Karola X Gustawa, za co został skazany na śmierć przez kasztelana krakowskiego Jana Wielopolskiego.